# Condate hypenoides
Condate hypenoides är en fjärilsart som beskrevs av Walker 1862. Condate hypenoides ingår i släktet Condate och familjen nattflyn. Inga underarter finns listade i Catalogue of Life.